# Campodea rossi
Campodea rossi är en urinsektsart som beskrevs av Camille Bareth och Otto Conde 1958. Campodea rossi ingår i släktet Campodea och familjen Campodeidae. Inga underarter finns listade.